# الین فرگوسن
الین فرگوسن (انگلیسی: Allyn Ferguson؛ ۱۸ اکتبر ۱۹۲۴ – ۲۳ ژوئن ۲۰۱۰) یک آهنگ‌ساز، موسیقی‌دان و نوازنده پیانو اهل ایالات متحده آمریکا بود.
او نواختن ترومپت را از سن ۴ سالگی و نواختن پیانو را از سن ۷ سالگی آغاز نمود. الین فرگوسن دانش‌آموختهٔ دانشگاه ایالتی سن هوزه بود. سپس تحصیلات خود را در پاریس زیرِ نظرِ «نادیا بولانژه» و در تالار موسیقی تنگل‌وود واقع در لناکس و استوکبریج (ماساچوست) زیرِ نظرِ آرون کوپلند ادامه داد.
وی گرداننده و کارگردانِ موسیقیِ پخش تلویزیونی مراسمِ جوایزی چون «امی»، «گرمی»، «اسکار»، «جایزه مرکز کندی» و «جوایز فیلم آمریکا» و خودش هم، یکی از برندگان «جایزه امی» بود.
مجلهٔ ورایتی در مقاله‌ای که به مناسبت درگذشت وی چاپ کرد، او را «یکی از پُرکارترین آهنگسازان تلویزیونی در ۴۰ سال گذشته» معرفی کرد.
از فیلم‌ها یا مجموعه‌های تلویزیونی که وی در آن‌ها نقش داشته است، می‌توان به آیوانهو، داستان دو شهر و قصر لذت اشاره نمود.